# 4681 Ermak
4681 Ermak è un asteroide della fascia principale. Scoperto nel 1969, presenta un'orbita caratterizzata da un semiasse maggiore pari a 3,0190832 UA e da un'eccentricità di 0,1237501, inclinata di 11,52533° rispetto all'eclittica.